# District de Sostro
Le district de Sostro est l'un des 17 districts de la municipalité de Ljubljana : c'est le plus grand et le plus oriental.